# بیابان نوبیه

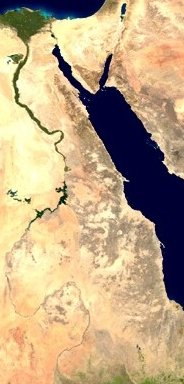
بیابان نوبیه در کنار بیابان عرب

بیابان نوبیه (عربی: صحراء النوبة) در منطقه شرقی صحرای بزرگ آفریقا قرار دارد و تقریباً ۴۰۰ کیلومتر مربع از شمال‌شرق سودان و شمال اریتره را، میان نیل و دریای سرخ دربر‌می‌گیرد. ساکنان بومی منطقه نوبی‌ها هستند.
این منطقهٔ خشک، ناهموار و صخره‌ای و دارای تپه‌های شنی است. همچنین مسیل‌های زیادی در بیابان نوبیه دیده می‌شود که پیش از رسیدن به رود نیل از بین می‌روند. میانگین بارندگی سالانه در کویر نوبیه کمتر از ۱۳۰ میلی‌متر است.
رود نیل، درست پیش از انحنای بزرگ خود، با بیشترین آبشارهای خود در گذر از بیابان نوبیه روبه‌رو می‌شود.
میانگین ارتفاع بیابان نوبیه از سطح دریا ۵۰۰ متر است. بلندترین نقطهٔ این بیابان کوه اودا با ارتفاع ۲٬۲۵۹ متر است. این بیابان به صورت فلات است که ارتفاع آن به تدریج از شرق به غرب از ۱٬۰۰۰ به ۳۵۰ متر کاهش می‌یابد. در قسمت غربی بیابان کوه‌های تک‌افتاده‌ای تا ارتفاع ۱٬۲۴۰ متر وجود دارد. در شرق، صخره‌های باستانی سپر نوبی-عربی و ماسه‌سنگ‌های دیده می‌شوند که در غرب بیابان زیر ماسه‌ها پنهان شده‌اند.
بیابان نوبیه از بسیاری جهات بر تمدن مصر باستان تأثیر گذاشت. بازرگانان مصر باستان برای خرید طلا، پارچه، سنگ، مواد غذایی و چیزهای دیگر از تمدن باستانی نوبیه از بیابان نوبیه می‌گذشتند.
بزرگ‌ترین شهر بیابان نوبیه بور سودان است که در انتهای شرقی کویر، در کنار دریای سرخ واقع شده‌است.
دیگر شهرهای مهم بیابان نوبیه عَطبره در کنار رودخانه‌ای به همین نام و همچنین مَصَوَع در ساحل دریای سرخ هستند. شهر ابیدیا در کنار رودخانهٔ نیل واقع شده‌است.
این بیابان تنها رویشگاه نخل نوبی است که گیاهی است در معرض خطر انقراض. نخل نوبی تنها در برخی از واحه‌های این بیابان به ندرت دیده می‌شود.
در ۷ اکتبر ۲۰۰۸، شهاب‌سنگ ۲۰۰۸ تی‌سی۳ بر فراز بیابان نوبیه منفجر شد و آسمان این بیابان بسیار روشن شد و مردم صدها کیلومتر دورتر از دیدن این نور خبر دادند.